# Акумуляція нафти і газу

Рисунок 1 — Принципові схеми формування нафтових і газових родовищ за різними теоретичними уявленнями: а — за органічною теорією; б — за магматично-неорганічною теорією; в — за осадово-неорганічною теорією І. І. Чебаненка, М. І. Євдощука, В. П. Клочка, В. С. Токовенка. Умовні позначення: 1 — кристалічні породи; 2 — те саме з включеннями нагромаджень абіогенної нафти; 3 — піщано-глинисті породи з включеннями біогенної нафти; 4 — те саме без включень біонафти. 5 — вапнякові породи; 6 — надані породи-колектори; 7 — нагромадження нафти в промислових розмірах; 8 — глинисті та інші щільні породи-покришки; НМС — нафтоматеринська, або нафтотвірна світа

Акумуля́ція на́фти і га́зу (рос. аккумуляция нефти и газа; англ. oil and gas accumulation; нім. Erdöl- und Gasspeicherung (Gasanreicherung), Erdöl- und Gasakkumulation) — процес накопичення нафти і (або) газу в пастках. У результаті нафта і газ, розсіяні в пластових водах, концентруються в покладі. 
Акумуляція нафти і газу — кінцевий етап складного процесу міграції нафти і газу із зон утворення в зони накопичення. Згідно з гравітаційною теорією причиною акумуляції нафти і газу є плавучість (спливання у воді вуглеводнів). Акумуляція відбувається там, де нафта і газ не можуть піднятися вище через те, що досягнули склепіння антикліналі або колектор виклинився вгору по підняттю пластів. Міграція А.н. і г. під напором води, яка рухається, становить основу гідравлічної теорії, згідно з якою затримуються у пастці лише нафта і газ. За капілярною теорією вона зумовлена явищами поверхневого натягу, капілярними та іншими силами. Більшість дослідників пояснює А.н. і г. комбінованою дією названих вище сил.